# Kurishima Sumiko

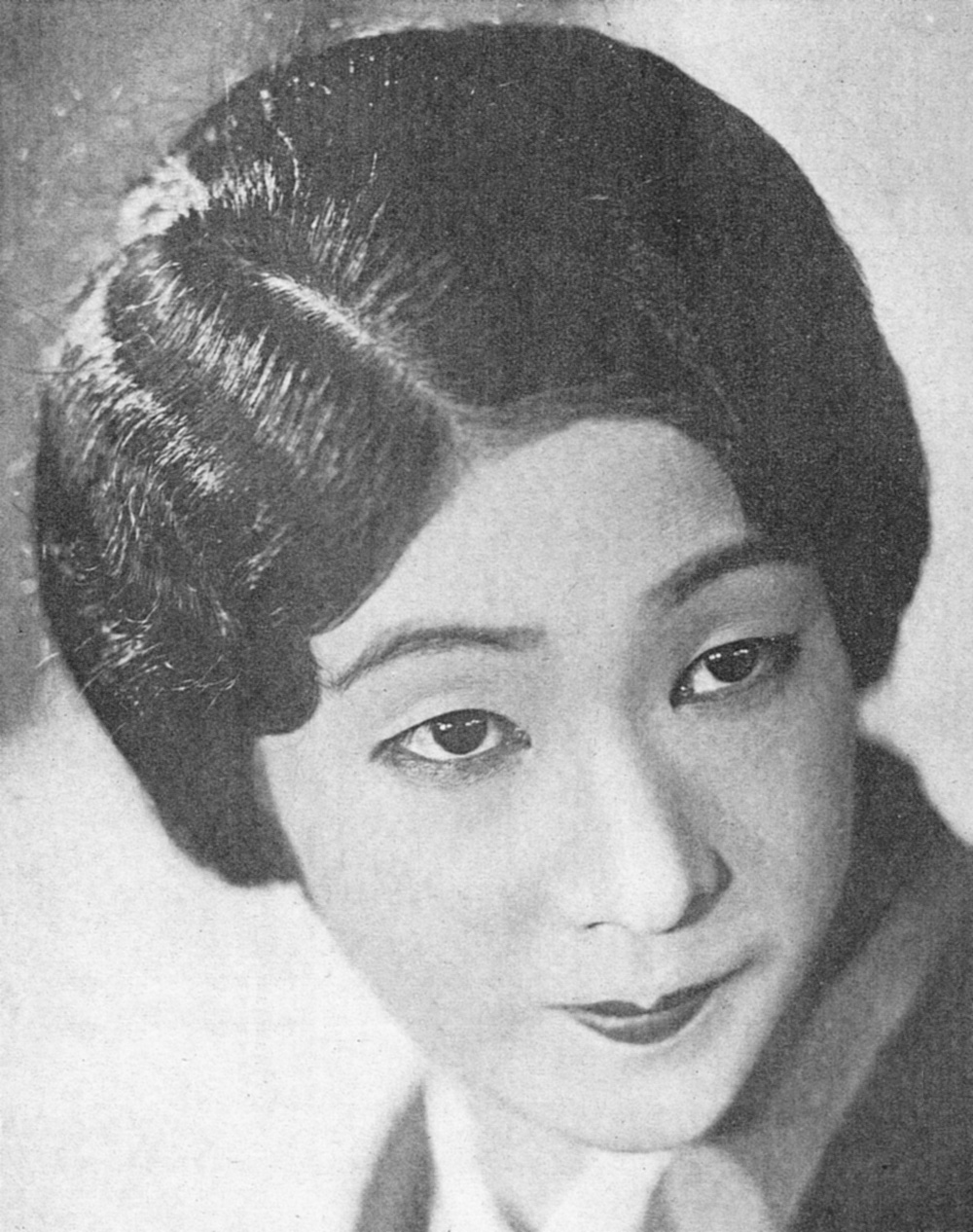
Kurishima Sumiko

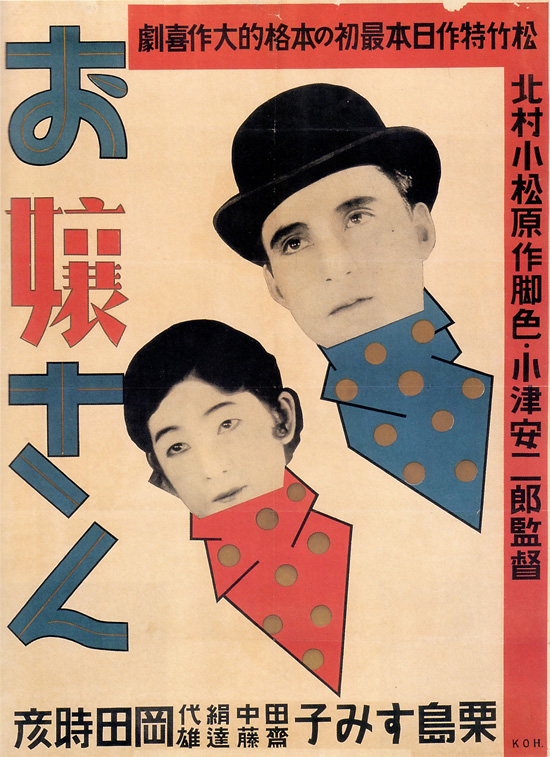
Film-Plakat

Kurishima Sumiko (japanisch 栗島 すみ子; geboren 15. März 1902 in Tokio; gestorben 16. August 1987 daselbst) war eine japanische Filmschauspielerin.

## Leben und Wirken
Kurishima Sumiko trat 1921 im Alter von 19 Jahren in dem Film „Gubijinsō“ (虞美人草) – „Klatschmohn“ auf. Der Film mit Kotani Henry (小谷 ヘンリー; 1887–1972) als Regisseur erfreute sich großer Popularität. Dann fand ihr Mann und Direktor des Filmunternehmens Shōchiku, Ikeda Yoshinobu (池田 義信; 1892–1973), viele Rollen für sie, wie z. B. „Hototogisu“ (ホトトギス) – „Die Nachtigall“ (1922), „Sendō kouta“ (船頭小唄) – „Das Lied des Schiffers“ (1923), „Shinju fujin“ (真珠夫人) – „Frau Perle“ (1927), „Onna no isshō“ (女の一生) „Das Leben einer Frau“ (1928), nach dem Roman „Ein Leben“ von Maupassant aus dem Jahr 1883, „Kekkon-gaku nyūmon“ (結婚学入門) – „Einführung in die Hochzeitslehre“ und „Reijin“ (麗人) – „Die Schöne“, beide 1930. 
Nachdem Kurishima aufgehört hatte, in Filmen aufzutreten, übernahm sie die Leitung von „Mizuki“ (水木), einer Schule, in der traditioneller Tanz gelehrt wurde. Sie selbst hatte schon mit sechs Jahren Tanzunterricht im Mizuki-Stil gehabt und nannte sich mit 16 Jahren „Mizuki Kakō“ (水木 歌紅). 1954 übernahm sie die Leitung der „Tōkyō Mizuki-kai“ (東京水木会), 1963 änderte sie ihren Namen in „Mizuki Kōzen“ (水木 紅仙).